# Theodore von Kármán
Theodore von Kármán (madžarsko Szőllőskislaki Kármán Tódor), madžarsko-nemško-ameriški letalski inženir, matematik in fizik, * 11. maj 1881, Budimpešta, Avstro-Ogrska (sedaj Madžarska), † 6. maj 1963, Aachen, Nemčija.
Von Kármán je deloval na področju aeronavtike in astronavtike. Prispeval je več pomembnih dosežkov na področje aerodinamike, še posebej o nadzvočnem in hiperzvočnem gibanju zraka.

## Življenje in delo
Rodil se je v judovski družini, očetu Moritzu von Kármánu in materi Helene Konn. Bil je čudežni otrok.
Von Kármán je študiral strojništvo na Kraljevi tehniški univerzi v Budimpešti, kjer je diplomiral leta 1902. Po diplomi je eno leto služil kot topniški kadet v Avstro-ogrski vojski. Po služenju je bil tri leta asistent za hidravliko na Tehniški univerzi. Leta 1908 je pod Prandtlovim mentorstvom doktoriral na Univerzi v Göttingenu. Na univerzi so nanj vplivali Klein, Hilbert in Prandtl. Tu je kot privatni docent poučeval štiri leta. Po kratkem obisku Pariza marca 1908 se je začel zanimati za letalstvo in aeronavtiko. Leta 1912 je sprejel mesto predstojnika Aeronavtičnega inštituta na Tehniški visoki šoli v Aachnu (Rheinisch-Westfälische Technische Hochschule Aachen (RWTH Aachen)). Med letoma 1915 in 1918 je služil v Avstro-ogrski vojski, kjer je skonstruiral enega prvih helikopterjev. 
V tem obdobju je sodeloval z Bornom pri raziskovanju nihanja atomov. Raziskovala sta dinamiko atomske mreže, kjer sta določila prostostne stopnje kristala v normalnem načinu nihanja celega telesa. V tej pomembni raziskavi sta uporabila trirazsežno Fourierovo analizo in periodične mejne vrednosti .
Leta 1930 je Von Kármán odšel v ZDA. Postal je profesor in predstojnik Guggenheimovega aeronavtičnega laboratorija na Kalifornijskem tehnološkem inštitutu. Ukvarjal se je z raketno tehniko in med 2. svetovno vojno bil svetovalec Vojnega letalstva Kopenske vojske ZDA (USAAF). Prispeval je teoretična spoznanja v aerodinamiki, hidrodinamiki in matematični analizi v termodinamiki. Von Kármán je leta 1935 tudi prvi razvil teorijo zvočnega zidu, izdeloval je nadzvočne vetrovnike. Njegove raziskave so vodile k prvemu nadzvočnemu poletu z letalom. Leta 1936 je s Frankom Malino in Johnom Pasonsom ustanovil podjetje Aerojet, ki je izdelovalo raketne motorje JATO.
V letu 1944 je pomagal ustanoviti Laboratorij za reaktivni pogon (Jet Propulsion Laboratory (JPL)), ki je sedaj v sklopu Nase. Leta 1946 je postal prvi predsednik Znanstvene svetovalne skupine, ki je raziskovala letalske tehnologije za Armadno letalstvo. Istega leta so ga izbrali za člana Kraljeve družbe iz Londona.
16. avgusta 1960 so v Stockholmu na njegovo pobudo ustanovili Mednarodno astronavtično akademijo (IAA). Kármán je bil tudi njen prvi predsednik.

## Priznanja
Kármán je bil leta 1963 prvi prejemnik novoustanovljene nacionalne medalje znanosti ZDA.

### Poimenovanja
Po njem se imenuje udarni krater Von Kármán na Luni.